# 1546
Cette page concerne l'année 1546  du calendrier julien. Pour l'année 1546 av. J.-C., voir 1546 av. J.-C.
L'année 1546 est une année commune qui commence un vendredi.

## Événements
- 1er janvier - 16 février : François Xavier quitte Malacca pour Amboine[1].
- 20 avril : début du deuxième siège de Diu par les Ottomans[2].
- Juillet : François Xavier séjourne à Ternate aux Moluques (actuelle Indonésie)[3].
- 11 novembre : heurt entre les Ottomans et les Portugais à Diu (Inde). Le gouverneur de l'Inde portugaise João de Castro parvient à débloquer la ville assiégée depuis sept mois[4].
- Voyage du Portugais Jorge Álvares au Japon qui inaugure des relations commerciales régulières[5].
- Début du règne de Malo, roi du Baguirmi (fin en 1561). Il impose son autorité aux tribus voisines de son royaume grâce à l’armée puissante et bien organisée qu’il a constituée[6].

### Amérique

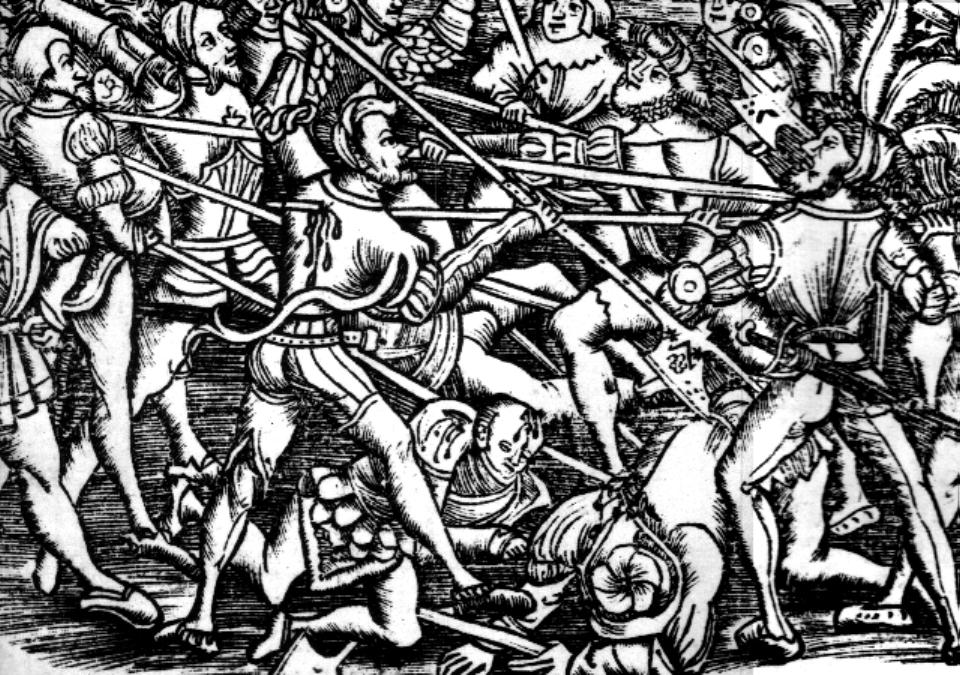
18 janvier : bataille d'Añaquito

- 18 janvier : le vice-roi du Pérou Blasco Núñez Vela réorganise ses forces et affronte les rebelles installés à Quito (bataille d'Añaquito). Il est vaincu et tué au cours de la bataille par les forces de Gonzalo Pizarro, qui s'empare du pouvoir. Il s’installe à Lima et s’attribue le poste de gouverneur[7].
- 19 janvier : Pedro de Valdivia publie un code de loi au Chili[8].
- 23 avril, Pérou : victoire de Francisco de Carvajal sur Diego Centeno qui senfuit à Arequipa[9].
- Avril : assassinat de Felipe de Hutten, Bartolomé Welser, Diego Romero et Gregorio de Placencia. Échec de la compagnie allemande des Welser dans sa tentative de colonisation du Venezuela[10].
- 13 août : arrivée à Panama du nouveau vice-roi du Pérou Pedro de la Gasca[11].
- 8 septembre : découverte de gisements d’argent à Zacatecas au Mexique[12].
- 8 novembre : révolte maya au Yucatán[13]. Les Espagnols soumettent définitivement les Mayas.

### Europe
- 24 janvier-10 mars : colloque de Ratisbonne[14].
- 1er mars : le prêtre écossais protestant George Wishart est brûlé pour hérésie. Son ami John Knox doit s’exiler après avoir été condamné aux galères et prêche en Angleterre (1547-1549)[15].
- 24 avril : lettres patentes du roi Henri VIII d'Angleterre établissant un conseil de la marine chargée de l'administration de la Royal Navy[16], qui devient une flotte permanente de près de 50 navires[17].
- 7 juin : traité d’Ardres entre François Ier et Henri VIII d'Angleterre, qui restitue Boulogne à la France contre une forte rançon[18].
- 5 juin-24 juillet : diète de Ratisbonne[14].

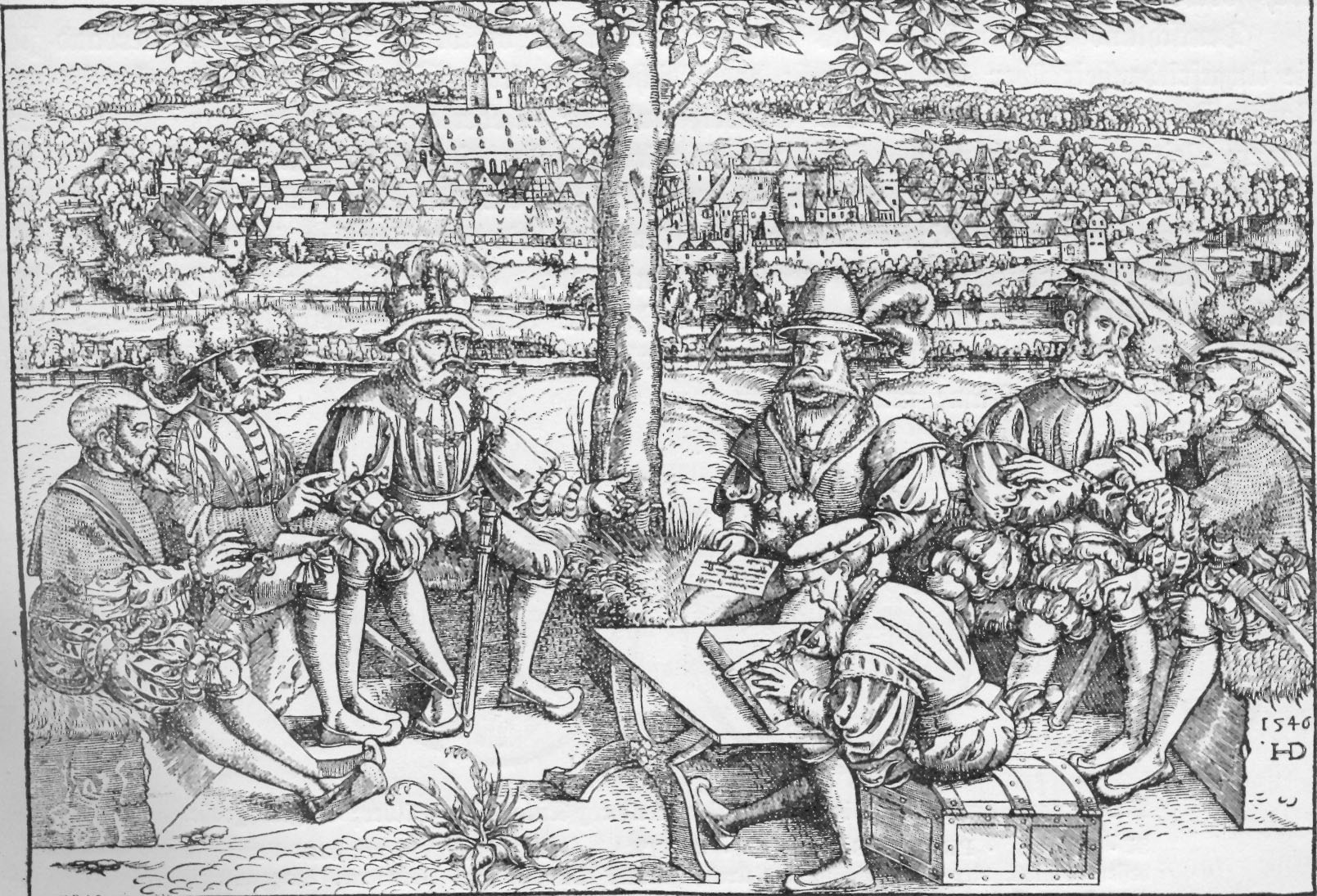
20 juillet : guerre de Smalkalde

- 20 juillet : début de la guerre de Smalkalde (fin en 1547). Reprise de la guerre contre les protestants de la Ligue de Smalkalde, dirigée par Jean Frédéric de Saxe après l’échec du colloque de Ratisbonne où l’électeur palatin et le landgrave de Hesse sont mis au ban de l’empire[18]. Les troupes impériales sont commandées par Charles Quint reçoit des renforts des garnisons espagnoles de Milan et de Naples, des troupes pontificales de Paul III et des troupes des Pays-Bas (été). Les protestants tentent de s’opposer à la concentration de ses troupes en Allemagne du Sud par une série d’escarmouches (automne). Charles Quint, au cours de l’hiver, réussit à repousser les protestants vers le Nord. Emmanuel-Philibert de Savoie combat la Ligue de Smalkade pour le compte de Charles Quint.

## Naissances en 1546
- 27 janvier : Joachim III Frédéric de Brandebourg, membre de la famille Hohenzollern, électeur de Brandebourg, évêque luthérien de Brandebourg, archevêque luthérien de Magdebourg et régent de Prusse († 18 juillet 1608).
- 1er février : Mogami Yoshiaki, daimyō du domaine de Yamagata dans la province de Dewa à la fin de l'époque Sengoku au début de l'époque d'Edo († 29 novembre 1614).
- 6 mars : Juan Grande Roman, saint laïc espagnol, fondateur d'hôpitaux pour les pauvres († 3 juin 1600).
- 21 mars : Bartholomeus Spranger, peintre, dessinateur et graveur maniériste flamand († 27 juin 1611).
- 25 mars : Veronica Franco, courtisane et poétesse vénitienne († 21 juillet 1591).
- 29 mars : Anne de Pérusse des Cars, cardinal français († 19 avril 1612).
- 1er avril : Nanbu Nobunao, daimyo de l'époque Sengoku au Japon († 22 novembre 1599).
- 20 avril : Bernardo de Sandoval y Rojas, cardinal espagnol († 7 décembre 1618).
- 21 mai : Madeleine de L'Aubépine, poétesse et traductrice française († 17 mai 1596).
- 14 juin : Wolfgang de Hohenlohe-Weikersheim, premier comte de Hohenlohe-Weikersheim († 28 mars 1610).
- 24 juin : Robert Persons, prêtre jésuite, théologien et controversiste anglais († 15 avril 1610).
- 29 juin : Dorothée de Danemark, fille de Christian III de Danemark et de Dorothée de Saxe-Lauenbourg, régente durant la minorité de son fils Georges de Brunswick-Calenberg († 6 janvier 1617).
- ? juin : Ujiie Yukihiro, samouraï et seigneur féodal japonais de la fin de l'époque Sengoku au début de l'époque d'Edo († 4 juin 1615).
- 4 juillet : Mourad III, 12e sultan de l'Empire ottoman  († 16 janvier 1595).
- 5 août : Lorenz Rhodomann, poète et helléniste allemand († 6 janvier 1606).
- 10 août : Julienne de Nassau-Dillenbourg, sœur cadette du prince Guillaume Ier d'Orange-Nassau († 31 août 1588).
- 13 août : Jan Opaliński, noble polonais (Clan Łodzia), castellan polonais de Rogozin, bibliophile († 1598).
- 6 septembre : Pierre Alvarez de Tolède, militaire et homme politique espagnol († 17 juillet 1627).
- 9 septembre : Chō Tsuratatsu, samouraï de la fin de l'époque Sengoku jusqu'au début de l'époque d'Edo, au service des clans Hatakeyama, Oda puis du clan Maeda du domaine de Kaga († 18 mars 1619).
- 13 septembre : Isabella Bendidio, aristocrate ferraraise († après 1610).
- 5 octobre : Cyriakus Schneegaß, pasteur luthérien et poète allemand († 23 octobre 1597).
- 7 octobre : Dietrich von Fürstenberg, prince-évêque de Paderborn sous le titre de Thierry IV († 4 décembre 1618).
- 14 décembre : Tycho Brahe, astronome danois († 24 octobre 1601).
- 22 décembre : Kuroda Yoshitaka, daimyo de la fin de l'époque Sengoku et du début de l'époque d'Edo († 19 avril 1604).

- Date précise inconnue :
  - Giulio Acquaviva d'Aragona, cardinal italien († 21 juillet 1574).
  - Asano Nagamasa, samouraï japonais de l'époque Sengoku († 29 mai 1611).
  - William Barclay, juriste écossais († 3 juillet 1608).
  - Luca Bati, organiste et compositeur italien († 17 octobre 1608).
  - Joseph Boillot, peintre, ingénieur militaire, architecte et graveur français († 1605).
  - Johannes Burchart I, noble hongrois († 1616).
  - Joseph du Chesne, chimiste, médecin, écrivain et diplomate français († 20 août 1609).
  - Henri van Cuyk, évêque néerlandais († 9 octobre 1609).
  - Dame Hojo, figure importante de l'époque Sengoku au Japon († 1582).
  - Philippe Desportes, poète baroque français († 5 octobre 1606).
  - Thomas Digges, astronome anglais, inventeur du théodolite († 24 août 1595).
  - Johann Fischart, écrivain de langue allemande probablement né à Strasbourg, Saint-Empire romain germanique († 1590).
  - Ulpian Fulwell, poète, satiriste et dramaturge anglais († 1584, 1585 ou 1586).
  - Alexander Hampden, homme politique anglais († 19 mars 1618).
  - Nicolas de Harlay de Sancy, homme politique et diplomate français († 17 octobre 1629).
  - Katsuyori Takeda, samouraï japonais de l'époque Sengoku († 3 avril 1582).
  - Margarin de La Bigne, théologien français, spécialiste de patristique († vers 1595).
  - Pierre de La Primaudaye, homme de lettres français († vers 1619).
  - François Le Poulchre, militaire et écrivain français († ?).
  - Pierre de L'Estoile, mémorialiste et collectionneur français († 8 octobre 1611).
  - Tobias Matthew, prince-évêque de Durham, puis archevêque d'York († 29 mars 1628).
  - François Ier de Montmorency-Hallot, fils de Claude de Montmorency-Fosseux et de Anne d'Aumont († 1559).
  - Charlotte de Montpensier, noble française, troisième épouse de Guillaume Ier d'Orange-Nassau († 5 mai 1582).
  - Naitō Ienaga, samouraï de la fin de la période Sengoku et du début de la période Azuchi-Momoyama au service du clan Tokugawa († 8 septembre 1600).
  - Nene, aristocrate des époques Sengoku et Edo de l'histoire du Japon († 1624).
  - Nicolas Radziwiłł, homme politique lituanien († 18 décembre 1589).
  - Sen Shōan, maître de thé japonais († 10 octobre 1614).
  - Sen Dōan, maître de thé japonais († 1607).
  - Suzuki Shigehide, fils de Suzuki Sadayu, dernier chef des Saika ikki durant les dernières années de l'époque Sengoku du Japon féodal († 1586).
  - Jean de Sutherland, noble écossaise, première femme de James Hepburn († 14 mai 1629).
  - Takeda Katsuyori, samouraï japonais de l'époque Sengoku († 3 avril 1582).
  - François van Vlierden, 32e abbé de Parc († 3 mai 1601).
  - Jerónimo Xavierre, cardinal espagnol de l'église catholique († 8 septembre 1608).
  - Yamauchi Kazutoyo, guerrier japonais de l'époque Sengoku († 1er novembre 1605).

- Vers 1546 :
  - Maurice Bressieu, mathématicien et humaniste français († 15 juin 1617).
  - Gabriel Chappuys, historiographe de France († 1613).
  - Paul Wittich, mathématicien et astronome germanique († 9 janvier 1586).

- 1545 ou 1546 : Gaspare Tagliacozzi, médecin italien († 7 novembre 1599).
- 1546 ? : Jan Verdonck, compositeur de l'école franco-flamande († après 1624).

## Décès en 1546
- 11 janvier : Gaudenzio Ferrari, peintre, architecte et sculpteur italien (° vers 1471).
- 21 janvier : Azai Sukemasa, noble japonais (° 1491).

- 18 février : Martin Luther, moine allemand initiateur du protestantisme (° 10 novembre 1483).
- 23 février : François de Bourbon-Condé, comte d'Enghien (° 23 septembre 1519).

- 1er mars : John Wishart, prédicateur anglais, brûlé vif à Édimbourg (° 1513).
- 27 mars : Leonor de Castro Mello et de Meneses, Duchesse de Gandia (° 1512).

- 4 avril : Ruy López de Villalobos, explorateur espagnol (° 1500).

- 17 mai : Philipp von Hutten, aventurier allemand et dernier gouverneur allemand du Venezuela (° 18 décembre 1505).
- 29 mai : David Beaton, cardinal écossais (° 1494).

- 4 juillet : Barberousse (Khayr-al-Din), corsaire ottoman (° vers 1478).
- 16 juillet : Anne Askew, poétesse anglaise, brûlée vive pour hérésie (° vers 1520).
- 19 juillet : Pierre Chapot, correcteur d'imprimerie français, brûlé vif à Paris (° non précisée).
- 1er août : Pierre Favre, jésuite savoyard, ami de Saint Ignace de Loyola et cofondateur de la Compagnie de Jésus (° 13 avril 1506).
- 3 août : Étienne Dolet, imprimeur français (° 3 août 1509).
- 4 août : Mariangelo Accursio, écrivain, humaniste, philologue et archéologue italien de la Renaissance (° 1489).
- 12 août : Francisco de Vitoria, dominicain espagnol (° entre 1483 et 1486).
- Août : René du Bellay, évêque de Grasse, puis du Mans (° 1500)[19].
- 5 octobre : Jorge Robledo, conquistador et maréchal espagnol (° 1500)[20].
- Octobre : Claude de Montmorency-Fosseux, aristocrate français, baron de Fosseux (° 1507)[21].
- 1er novembre : Jules Romain (Giulio Romano), peintre et architecte italien  (° vers 1499).

- Date précise inconnue :
  - Noël Bellemare, peintre et enlumineur français d'origine flamande (° ?).
  - Camillo Boccaccino, peintre italien (° vers 1505).
  - Isabella di Morra, poétesse italienne (° 1520).
  - Takatsukasa Tadafuyu, noble de cour japonais (kugyō) de la fin de l'époque de Muromachi (° 1509).
  - 19 mai Uesugi Tomosada, commandant samouraï de la branche Ōgigayatsu du clan Uesugi au milieu de l'époque Sengoku (° 1525).